# Lockport (Illinois)
Lockport je grad u američkoj saveznoj državi Ilinois. Prema popisu stanovništva iz 2010. u njemu je živjelo 24.839 stanovnika.